# Sabotageakt bei der British Aerospace am 29. Januar 1996
Beim Sabotageakt bei der British Aerospace am 29. Januar 1996 machte eine Gruppe von Frauen ein für Indonesien bestimmtes fertiges Kampfflugzeug unbrauchbar.

## Hintergrund
Seit 1975 hielt Indonesien die ehemalige portugiesische Kolonie Osttimor völkerrechtswidrig besetzt. Im Kampf gegen den bewaffneten Widerstand der Osttimoresen setzte Indonesien, entgegen anderslautenden Aussagen, auch Rüstungsgüter aus den USA und Großbritannien ein, darunter BAE Hawks. Durch die Einsätze gab es auch Opfer unter der Zivilbevölkerung.
Der Sabotageakt der Aktivistinnen richtete sich gegen die Verwendung britischer Rüstungsgüter im Osttimorkonflikt. Sie argumentierten, dass ihre Tat kein Verbrechen gewesen sei, stattdessen hätten sie ihre Pflicht erfüllt. Sie hätten angemessene Mittel angewandt, um einen Völkermord zu verhindern.

## Vorgang
Im Jahr 1993 hatte die British Aerospace mit Indonesien die Lieferung von 24 Flugzeugen vom Typ BAE Hawk vereinbart, wie sie schon seit 1978 an das südostasiatische Land geliefert worden waren. Menschenrechtsaktivisten in Großbritannien protestierten bereits seit 1992 gegen den erneuten Waffenhandel, doch britische Regierung und British Aerospace reagierten nicht auf die Anschreiben der Aktivisten. Ab April 1995 traf sich eine Gruppe von zehn Frauen, die sich die Seeds of Hope East Timor Ploughshares: Women disarming for life and justice nannte, kurz Seeds of Hope. Der Namensteil „Ploughshares“ bezog sich auf das Bibelzitat „Schwerter zu Pflugscharen“, das die Pflugscharbewegung aufgriff. Die Frauen wollten nicht mehr tatenlos zusehen und begannen im Laufe von zehn Monaten einen Plan auszuarbeiten. Dafür beobachteten sie das Werksgelände von British Aerospace in Warton.
Am 29. Januar 1996 drangen Andrea Needham, Joanna Wilson und Lotta Kronlid in einen Hangar der British-Aerospace-Produktionsstätte ein. Mit Haushaltshämmern schlugen sie auf eine für Indonesien bestimmte, auslieferungsfertige BAE Hawk ein, bis sie unbrauchbar war. Zunächst zerstörten sie die Instrumente im Cockpit und den Flugzeugbug, in dem sich das Radar befand. Weil der  Werkschutz nicht kam, konnten die Frauen danach sogar auf das gesamte Flugzeug einschlagen. Sie hängten ein Banner auf, und Andrea Needham legte Kinderfotos auf die Tragflächen, als Symbol für die Kinder, die durch das Flugzeug in Osttimor getötet werden würden, sollte es ausgeliefert werden. Weil immer noch keine Wachleute auftauchten, gingen die Frauen raus und winkten einer Patrouille zu, die aber vorbeifuhr. Dann tanzten die Aktivistinnen vor den Sicherheitskameras, und wieder geschah nichts. Ein internes Telefon funktionierte nicht. Schließlich riefen sie die draußen wartende Komplizin Angie Zelter und einen Journalisten an und baten sie, British Aerospace zu informieren. Erst 15 Minuten später erschienen Wachleute und übergaben die Frauen der Polizei. Die Eindringlinge wurden verhaftet und wegen Verschwörung und Sachbeschädigung angeklagt. Der Schaden wurde auf 2,25 Millionen GBP beziffert. Eine Woche später erklärte Angie Zelter, dass sie das Gleiche zu tun beabsichtigte, weswegen auch sie wegen Verschwörung verhaftet wurde. Den vier Frauen drohte eine Gefängnisstrafe von bis zu zehn Jahren.
Die sechs anderen Frauen der Gruppe, die an den Planungen beteiligt waren, waren Lyn Bliss, Clare Fearnley, Emily Johns, Jen Parker, Ricarda Steinbrecher und Rowan Tilly.

## Folgen
In den zwei Monaten vor der Gerichtsverhandlung Ende Juli 1996 wurden Tausende Menschen aus Lancashire und Merseyside mobilisiert, die die Aktivistinnen unterstützten. Petitionen wurden unterzeichnet, Aufmärsche und Mahnwachen durchgeführt. Führende Mitglieder der Anglikanischen, Katholischen und Freien Kirchen verurteilten die Waffenverkäufe an Indonesien und hielten Messen zum Gedenken der osttimoresischen Toten. Nach sechs Monaten Gefängnis wurden alle vier Frauen nach sechs Verhandlungstagen vom Gericht in Liverpool in allen Anklagepunkten freigesprochen. Als Zeuge der Verteidigung war unter anderem der spätere osttimoresische Friedensnobelpreisträger José Ramos-Horta aufgetreten. Faktisch wurde damit der britische Waffenhandel mit Indonesien als am Völkermord in Osttimor mitschuldig verantwortlich gemacht. Trotzdem wurden die 24 BAE Hawks an Indonesien ausgeliefert, der letzte mit einem Jahr Verspätung.
Der Sabotageakt bei der British Aerospace war die erste Pflugschar-Aktion, die mit einem Freispruch für die Beteiligten endete.
Am 30. August 2019 zeichnete Francisco Guterres, der Präsident des inzwischen unabhängigen Osttimor, die vier Frauen für ihr Engagement für die Unabhängigkeit des Landes mit der Medaille des Ordem de Timor-Leste aus.